# 新生路 (无锡)
新生路是位於中国江苏省无锡市的一条道路，北可抵县前东街、南可达解放南路。爲1934年拓宽南盛巷、三下塘建成，以当时“新生活运动”之义命名。该路也是1949年前无锡城内最宽的道路。

## 简介
旧时无锡为水乡，城内河道纵横，街道狭窄，车辆难行。尤其无锡火车站开办营业以后，从南门至火车站的一段交通要道，更是阻塞不堪。当时的政府与地方人士早有拓宽建路之意，惟沿街居民阻挠而一再拖延。最后决定以路宽六公尺为限。
1934年6月1日，正式动工，铺弹石路面，至8月21日竣工。因当时正值“新生活运动”，经议定名为“新生路”。该路也是1949年前无锡城中最宽的道路，也是当时无锡南北的唯一要道。
1967年，新生路一度改名为朝阳路，1980年恢复原名至今。2000年，新生路拓宽至14-20米，此时，新生路早已完成使命，只是一条城市次干道了。

### 轶事
- 位于南门新生路1号（今7号）的缪公馆，即为原无锡籍政治人物缪斌之宅邸。该宅邸为无锡名建筑师江应麟的作品。这座建筑在抗战时期曾被征用为汪伪特务机关。抗战胜利后缪斌是被枪毙的第一个汉奸，缪公馆因此也一直存在是否拆除的争议。[5][6]1949年后缪公馆曾被作为招待所利用，在此居住过柳亚子、梅兰芳、张闻天等诸多名人。后由无锡国旅入驻至今，现为江苏省文保单位。

## 交汇道路
新生路自南向北主要交汇道路如次：
| 路名          | 可到达                                           |
| ------------- | ------------------------------------------------ |
| 解放南路      | 缪公馆、南禅寺景区                               |
| 沙巷 百岁坊巷 | 無錫市普仁医院（后门）、置煤浜、新开河           |
| 学前东路      | 无锡八佰伴、无锡市基督教堂、市妇幼保健院         |
| 崇宁路        | 秦古柳故居、秦邦宪故居、镇巷、小娄巷             |
| 人民路        | 无锡苏宁广场、阿炳故居、崇安寺二泉广场、银辉中心 |
| 县前东街      | 国联大厦、圆通广场                               |